# Прибуток на акцію
Прибуток на акцію (англ. Earnings per share, EPS) — фінансовий показник, що дорівнює відношенню чистого прибутку компанії, доступною для розподілу, до середньорічного числа простих акцій. Прибуток на акцію є одним з основних показників, що використовуються для порівняння інвестиційної привабливості та ефективності компаній, що діють на фондовому ринку.

## Розрахунок прибутку на акцію
Прибуток на акцію визначається за формулою:
{\displaystyle EPS={\frac {I_{N}-D_{P}}{S_{A}}}},
де {\displaystyle I_{N}} — чистий прибуток звітного періоду,
{\displaystyle D_{P}} — дивіденди по привілейованим акціям, нараховані за звітній період,
{\displaystyle S_{A}} — середньозважене число звичайних акцій, що перебували в обігу в звітний період.
При обчисленні {\displaystyle S_{A}} враховуються всі зміни кількості звичайних акцій, що відбулися в звітний період.
У тому випадку, якщо обчислене значення EPS менше нуля, має сенс говорити про збитки на акцію.
Прибуток на акцію, розрахований з урахуванням кількості акцій, фактично перебували в обігу, називається базовим прибутком на акцію.